# إيفان كارب
إيفان كارب (بالإنجليزية: Ivan Karp)‏ هو تاجر أعمال فنية أمريكي، ولد في 4 يونيو 1926 في ذا برونكس في الولايات المتحدة، وتوفي في 28 يونيو 2012 في Charlotteville, New York ‏ في الولايات المتحدة.